# Cesare Agostini (patriota)
Cesare Agostini (Foligno, 3 settembre 1803 – Londra, 30 maggio 1854) è stato un patriota e politico italiano.

## Biografia
A Roma, eletto nel gennaio 1849 deputato alla Costituente romana,  sostenne contro Terenzio Mamiani l'immediata proclamazione della Repubblica romana e, dopo aver preso parte all'elaborazione del progetto costituzionale, venne nominato in luglio dal triumvirato ministro delle Arti, Agricoltura, Industria e Commercio.
Esule dal 1850 a Londra, fu, come segretario del Comitato nazionale italiano, collaboratore di Giuseppe Mazzini, da cui prese le distanze dopo il fallimento del moto milanese del febbraio del 1853, lasciando l'attività politica e riparando all'estrema miseria, nella quale era caduto, con l'insegnamento della lingua italiana.